# Ludowo-Demokratyczna Partia Tadżykistanu

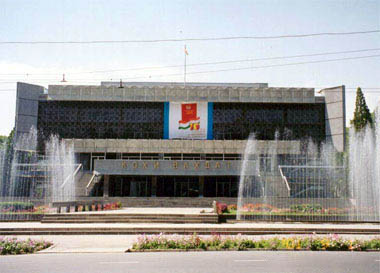
Pałac Wahdat w Duszanbe - główna siedziba partii

Ludowo-Demokratyczna Partia Tadżykistanu (tadż. Ҳизби Демократӣ-Халқӣи Тоҷикистон) – tadżycka centrowa partia polityczna. Największe ugrupowanie w kraju, sprawujące władzę od 1999 roku. Od momentu założenia na czele partii stoi prezydent Tadżykistanu, Emomali Rahmon.

## Wyniki w wyborach do parlamentu
| Rok  | Liczba miejsc | Liczba głosów | Wynik procentowy | Pozycja            | Lider parlamentarny |
| ---- | ------------- | ------------- | ---------------- | ------------------ | ------------------- |
| 1995 | 5/181         |               |                  | Opozycja           | Okil Okilow         |
| 2000 | 36/63         |               |                  | Rząd większościowy | Okil Okilow         |
| 2005 | 49/63         | 1,666,909     | 64,51%           | Rząd większościowy | Okil Okilow         |
| 2010 | 55/63         | 2,321,436     | 71,04%           | Rząd większościowy | Okil Okilow         |
| 2015 | 51/63         | 2,472,262     | 62,50%           | Rząd większościowy | Kohir Rasulzoda     |
| 2020 | 47/63         |               | 50,4%            | Rząd większościowy | Kohir Rasulzoda     |

## Wyniki w wyborach prezydenckich
| Rok  | Kandydat       | Liczba głosów | Wynik procentowy | Rezultat                  |
| ---- | -------------- | ------------- | ---------------- | ------------------------- |
| 1999 | Emomali Rahmon | 2,749,908     | 97,60%           | Wygrana w pierwszej turze |
| 2006 | Emomali Rahmon | 2,419,192     | 79,30%           | Wygrana w pierwszej turze |
| 2013 | Emomali Rahmon | 3,023,754     | 83,92%           | Wygrana w pierwszej turze |
| 2020 | Emomali Rahmon | 3,837,927     | 92.07%           | Wygrana w pierwszej turze |